# Vrek

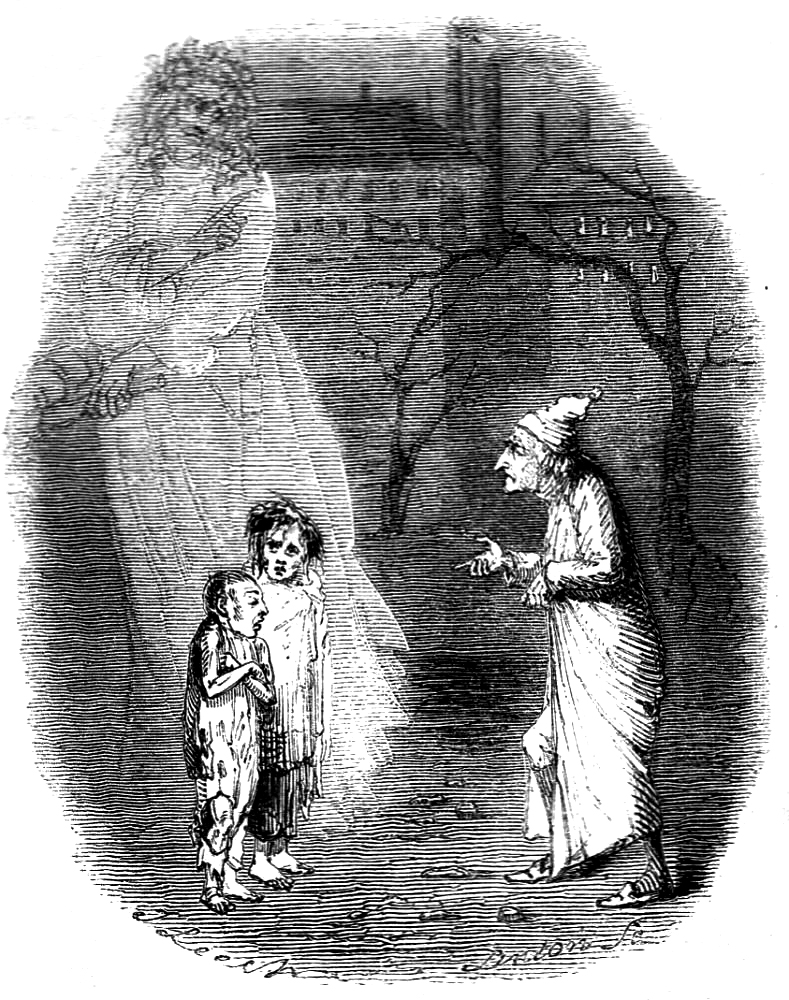
De vrek Ebenezer Scrooge in A Christmas Carol

Een vrek (ook wel gierigaard, krentenkakker of krent) is een zuinig persoon die weigerachtig is in het uitgeven van geld. Tevens getuigt hij of zij meestal van een overdreven spaarzaamheid, vaak zelfs ten koste van basiscomfort en basisbehoeften. De spaarzaamheid is, anders gezegd, eerder een doel op zich dan een middel. Ook zal dit vaak gepaard gaan met enerzijds onwil bezit te delen en anderzijds een drang tot hebzucht. 

## Fictieve vrekken
- Harpagon, uit de karakterkomedie L'Avare van Molière
- Ebenezer Scrooge, uit de roman A Christmas Carol van Charles Dickens
- Dagobert Duck, de rijke oom van de stripfiguur Donald Duck
- Eugène Krabs, de baas van SpongeBob SquarePants, de uitbater van de Krokante Krab